# (4969) Lawrence
(4969) Lawrence est un astéroïde de la ceinture principale.

## Description
(4969) Lawrence est un astéroïde de la ceinture principale. Il fut découvert le 4 octobre 1986 à l'observatoire Palomar par Eleanor Francis Helin. Il présente une orbite caractérisée par un demi-grand axe de 2,76 UA, une excentricité de 0,36 et une inclinaison de 31,4° par rapport à l'écliptique.

## Compléments